# 锡矿山街道
锡矿山街道，是中华人民共和国湖南省娄底市冷水江市下辖的一个乡镇级行政单位。

## 行政区划
锡矿山街道下辖以下地区：
长龙界社区、光荣社区、联盟社区、七里江社区、七星社区、陶塘社区、艳山红社区和双木社区。